# Émerainville
Émerainville est une commune française située dans le département de Seine-et-Marne en région Île-de-France.

## Géographie

### Localisation
Située à 25 km au sud-est de Paris. Ville « champignon », la commune entre dans le périmètre de la « ville nouvelle » de Marne-la-Vallée en 1982. Deux quartiers forment la commune : Le Bourg et Malnoue.

### Communes limitrophes
| Noisy-le-Grand (Seine-Saint-Denis) | Champs-sur-Marne | Noisiel Lognes    |
|                                    | Émerainville     | Croissy-Beaubourg |
| Pontault-Combault                  |                  | Roissy-en-Brie    |

### Géologie et relief
L'altitude de la commune varie de 83 mètres à 113 mètres pour le point le plus haut, le centre du bourg se situant à environ 108 mètres d'altitude (mairie). Elle est classée en zone de sismicité 1, correspondant à une sismicité très faible.

### Hydrographie

#### Réseau hydrographique

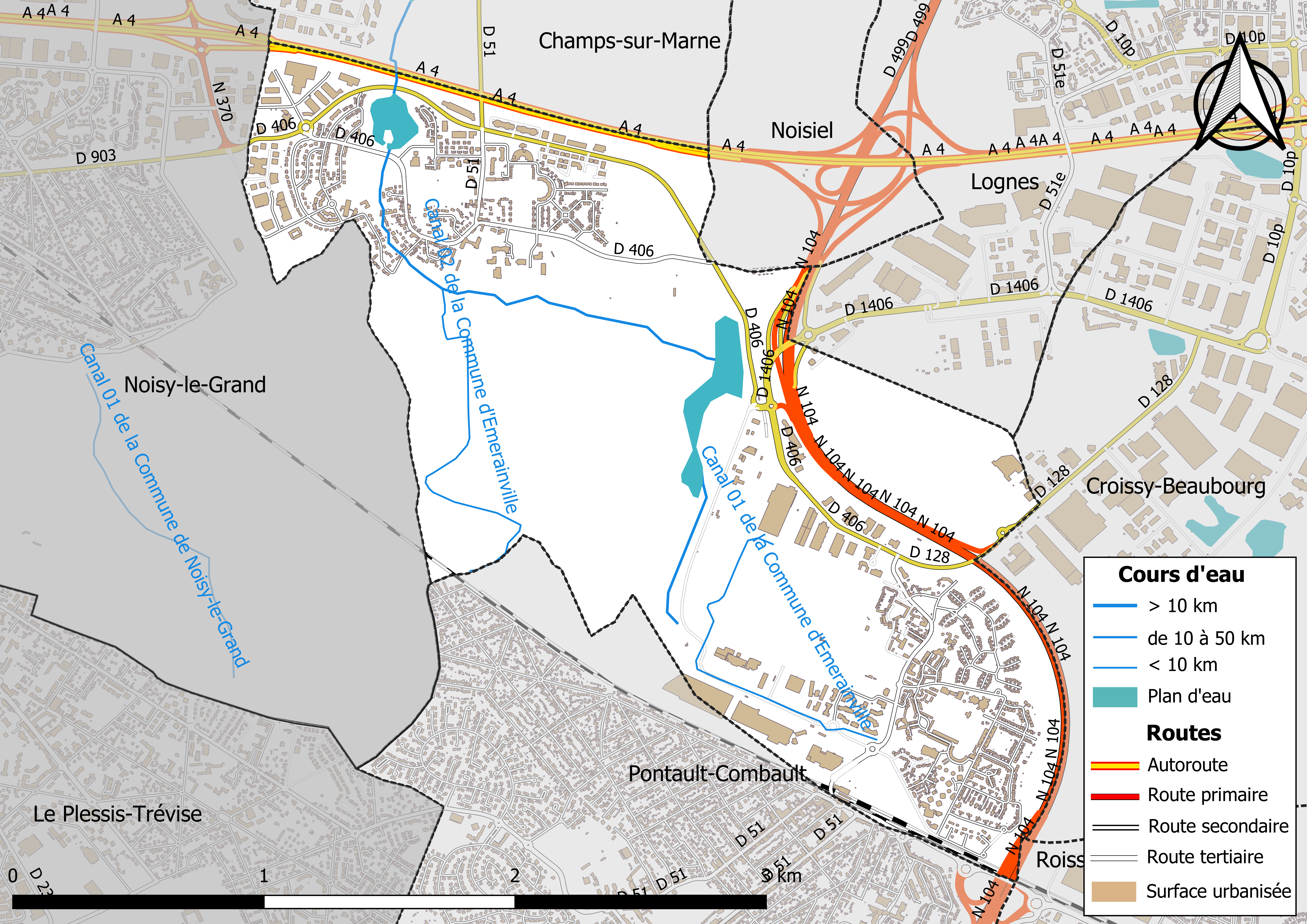
Carte des réseaux hydrographique et routier d'Émerainville.

Le réseau hydrographique de la commune se compose de  trois cours d'eau :
- le cours d'eau 01 de la Commune de Champs-sur-Marne ou ru de Merdereau, 7,53 km[3], affluent de la Marne ;
  - le canal 02 de la Commune d'Emerainville, 1,71 km[4] qui conflue avec le cours d'eau 01 de la Commune de Champs-sur-Marne ;
- le canal 01 de la Commune d'Emerainville, 1,50 km[5].

La longueur totale des cours d'eau sur la commune est de 6,44 km.
La commune est baignée par quelques étangs dont ceux du Bois de Célie et de la Malnoue Nord.

#### Gestion des cours d'eau
Afin d’atteindre le bon état des eaux imposé par la Directive-cadre sur l'eau du 23 octobre 2000, plusieurs outils de gestion intégrée s’articulent à différentes échelles : le SDAGE, à l’échelle du bassin hydrographique, et le SAGE, à l’échelle locale. Ce dernier fixe les objectifs généraux d’utilisation, de mise en valeur et de protection quantitative et qualitative des ressources en eau superficielle et souterraine. Le département de Seine-et-Marne est couvert par six SAGE, au sein du bassin Seine-Normandie.
La commune fait partie du SAGE « Marne Confluence », approuvé le 2 janvier 2018. Le territoire de ce SAGE couvre la partie aval du bassin versant de la Marne à cheval sur les départements de Seine-et-Marne, de Seine-Saint-Denis et du Val-de-Marne. Au total, ce sont 52 communes qui sont concernées, pour une superficie de 270 km2. Le pilotage et l’animation du SAGE  sont assurés par le syndicat Marne Vive, qualifié de « structure porteuse », un syndicat mixte  créé en 1993.

### Climat
Pour des articles plus généraux, voir Climat de l'Île-de-France et Climat de Seine-et-Marne.
En 2010, le climat de la commune est de type climat océanique dégradé des plaines du Centre et du Nord, selon une étude du CNRS s'appuyant sur une série de données couvrant la période 1971-2000. En 2020, Météo-France publie une typologie des climats de la France métropolitaine dans laquelle la commune est exposée à un climat océanique altéré et est dans la région climatique Sud-ouest du bassin Parisien, caractérisée par une faible pluviométrie, notamment au printemps (120 à 150 mm) et un hiver froid (3,5 °C).
Pour la période 1971-2000, la température annuelle moyenne est de 10,9 °C, avec une amplitude thermique annuelle de 15,2 °C. Le cumul annuel moyen de précipitations est de 702 mm, avec 10,8 jours de précipitations en janvier et 7,9 jours en juillet. Pour la période 1991-2020, la température moyenne annuelle observée sur la station météorologique la plus proche, située sur la commune de Torcy à 5 km à vol d'oiseau, est de 12,1 °C et le cumul annuel moyen de précipitations est de 716,4 mm,. Pour l'avenir, les paramètres climatiques de la commune estimés pour 2050 selon différents scénarios d'émission de gaz à effet de serre sont consultables sur un site dédié publié par Météo-France en novembre 2022.
| Mois                                  | jan.            | fév.           | mars          | avril         | mai            | juin          | jui.           | août           | sep.          | oct.            | nov.            | déc.            | année      |
| ------------------------------------- | --------------- | -------------- | ------------- | ------------- | -------------- | ------------- | -------------- | -------------- | ------------- | --------------- | --------------- | --------------- | ---------- |
| Température minimale moyenne (°C)     | 2,2             | 2,3            | 4             | 6,1           | 9,6            | 12,7          | 14,6           | 14,2           | 11,2          | 8,8             | 5,1             | 2,9             | 7,8        |
| Température moyenne (°C)              | 4,8             | 5,6            | 8,3           | 11,2          | 14,6           | 18            | 20,1           | 19,8           | 16,3          | 12,8            | 8,1             | 5,5             | 12,1       |
| Température maximale moyenne (°C)     | 7,4             | 8,9            | 12,6          | 16,2          | 19,7           | 23,2          | 25,6           | 25,5           | 21,5          | 16,8            | 11,1            | 8               | 16,4       |
| Record de froid (°C) date du record   | −12,6 07.01.09  | −11,4 07.02.12 | −8,6 01.03.05 | −3,3 06.04.21 | 0,4 07.05.1997 | 2,8 04.06.01  | 6,6 13.07.1993 | 5,8 28.08.1998 | 2 30.09.18    | −3,4 30.10.1997 | −9,7 24.11.1998 | −9,6 29.12.1996 | −12,6 2009 |
| Record de chaleur (°C) date du record | 17,3 05.01.1999 | 20,9 27.02.19  | 26,2 31.03.21 | 28,8 20.04.18 | 31,6 27.05.05  | 36,6 27.06.11 | 42,1 25.07.19  | 39,7 11.08.03  | 35,7 08.09.23 | 28,7 02.10.11   | 21,9 07.11.15   | 17,8 07.12.00   | 42,1 2019  |
| Précipitations (mm)                   | 57,2            | 53,2           | 52,5          | 50            | 71,3           | 57,6          | 60,5           | 66,1           | 53,3          | 60,5            | 59,5            | 74,7            | 716,4      |

### Milieux naturels et biodiversité
L’inventaire des zones naturelles d'intérêt écologique, faunistique et floristique (ZNIEFF) a pour objectif de réaliser une couverture des zones les plus intéressantes sur le plan écologique, essentiellement dans la perspective d’améliorer la connaissance du patrimoine naturel national et de fournir aux différents décideurs un outil d’aide à la prise en compte de l’environnement dans l’aménagement du territoire.
Le territoire communal d'Émerainville comprend deux ZNIEFF de type 1,,, 
les « Bois Saint-Martin » (287,26 ha), couvrant 5 communes dont 2 en Seine-et-Marne, 1 dans la Seine-Saint-Denis et 2 dans le Val-de-Marne ;
et les « Parc de la Malnoue et bois de Célie » (164,75 ha), couvrant 2 communes du département
et un ZNIEFF de type 2,, 
les « Bois de Saint-Martin et bois de Célie » (892,6 ha), couvrant 6 communes dont 4 en Seine-et-Marne, 1 dans la Seine-Saint-Denis et 1 dans le Val-de-Marne.

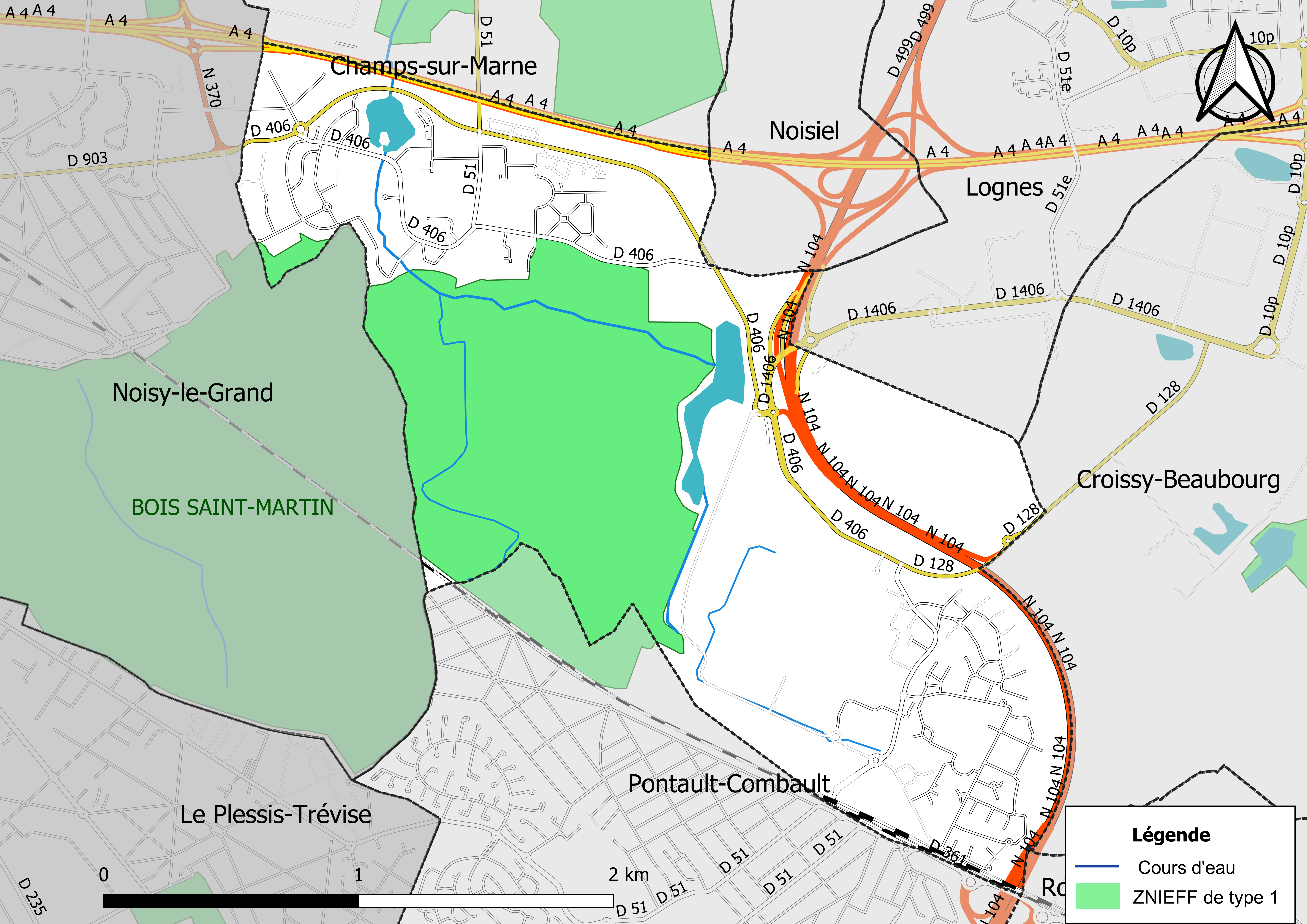
Carte des ZNIEFF de type 1 de la commune.
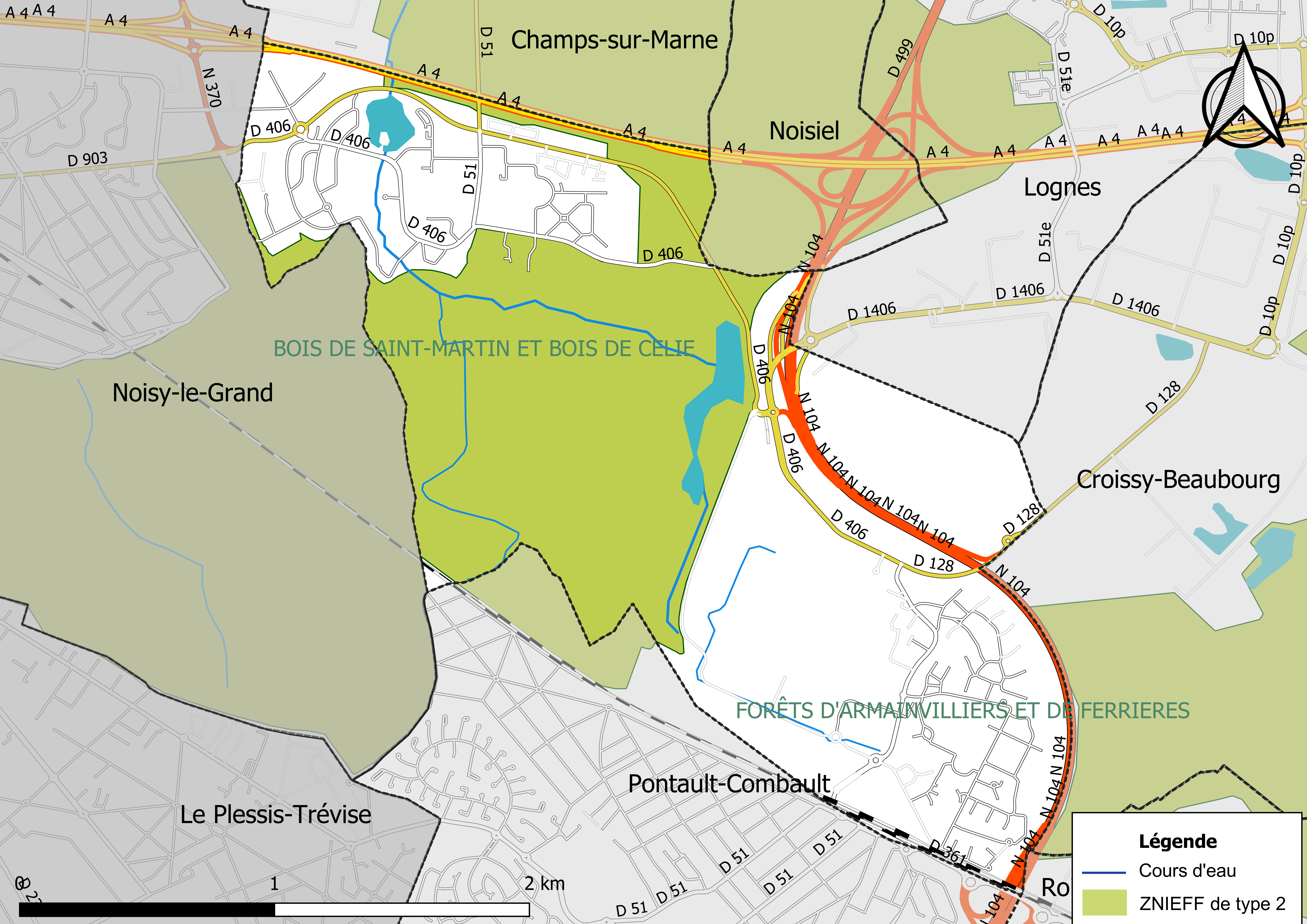
Carte des ZNIEFF de type 2 de la commune.

## Urbanisme

### Typologie
Au 1er janvier 2024, Émerainville est catégorisée grand centre urbain, selon la nouvelle grille communale de densité à sept niveaux définie par l'Insee en 2022.
Elle appartient à l'unité urbaine de Paris, une agglomération inter-départementale regroupant 407  communes, dont elle est une commune de la banlieue,,. Par ailleurs la commune fait partie de l'aire d'attraction de Paris, dont elle est une commune du pôle principal,. Cette aire regroupe 1 929 communes,.

### Lieux-dits et écarts
La commune compte "2 lieux-dits administratifs répertoriés consultables ici (source : le fichier Fantoir).
Elle comprend deux pôles de vie séparés par des bois et des étangs : Émerainville proprement dit en limite nord de Pontault-Combault et Malnoue en limite sud de Noisy-le-Grand et Champs-sur-Marne.

### Occupation des sols
L'occupation des sols de la commune, telle qu'elle ressort de la base de données européenne d’occupation biophysique des sols Corine Land Cover (CLC), est marquée par l'importance des territoires artificialisés (60,1 % en 2018), en augmentation par rapport à 1990 (51 %). La répartition détaillée en 2018 est la suivante : 
forêts (35,7% ), zones urbanisées (29,1% ), zones industrielles ou commerciales et réseaux de communication (21,2% ), espaces verts artificialisés, non agricoles (9,8% ), prairies (4,2 %).
Parallèlement, L'Institut Paris Région, agence d'urbanisme de la région Île-de-France, a mis en place un inventaire numérique de l'occupation du sol de l'Île-de-France, dénommé le MOS (Mode d'occupation du sol), actualisé régulièrement depuis sa première édition en 1982. Réalisé à partir de photos aériennes, le Mos distingue les espaces naturels, agricoles et forestiers mais aussi les espaces urbains (habitat, infrastructures, équipements, activités économiques, etc.) selon une classification pouvant aller jusqu'à 81 postes, différente de celle de Corine Land Cover,,. L'Institut met également à disposition des outils permettant de visualiser par photo aérienne l'évolution de l'occupation des sols de la commune entre 1949 et 2018.

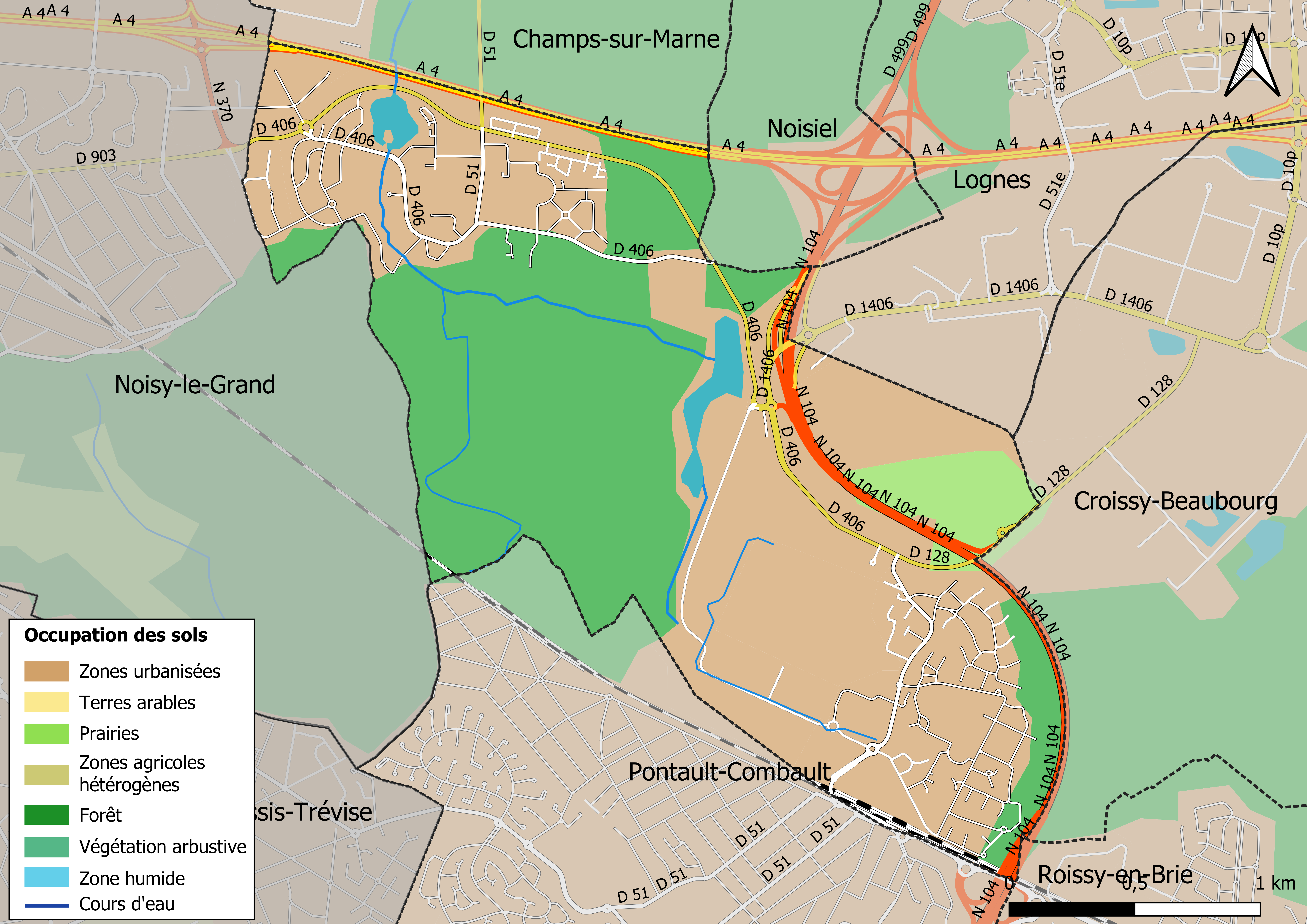
Carte des infrastructures et de l'occupation des sols en 2018 (CLC) de la commune.
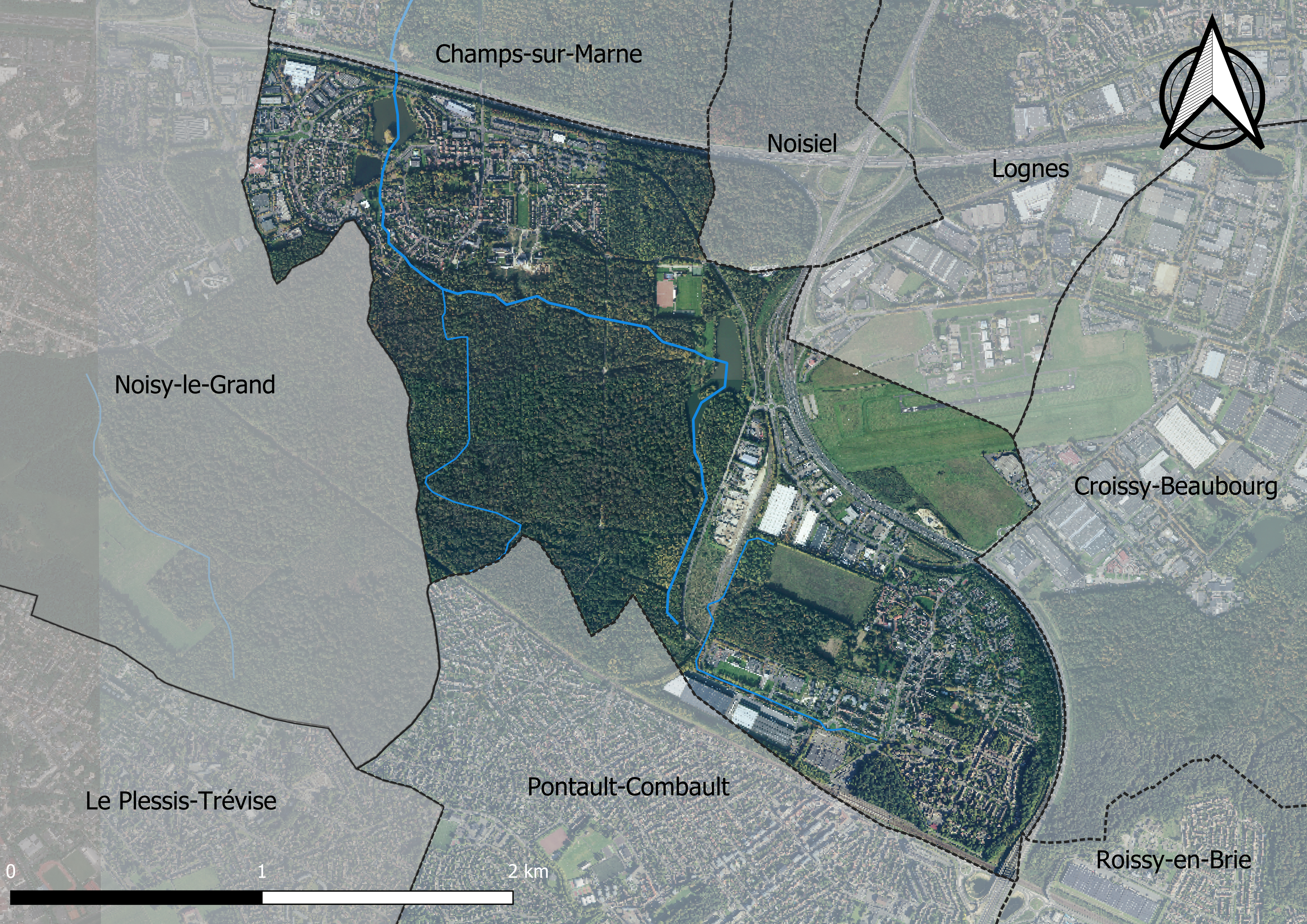
Carte orhophotogrammétrique de la commune.

### Planification
La commune disposait en 2019 d'un plan local d'urbanisme approuvé. Le zonage réglementaire et le règlement associé peuvent être consultés sur le Géoportail de l'urbanisme.

### Logement
En 2016, le nombre total de logements dans la commune était de 2 877 dont 48,5 % de maisons et 51,2 % d'appartements.
Parmi ces logements, 97 % étaient des résidences principales et 2,9 % des logements vacants.
La part des ménages fiscaux propriétaires de leur résidence principale s'élevait à 65,8 % contre 32,4 % de locataires dont, 20,5 % de logements HLM loués vides (logements sociaux) et, 1,7 % logés gratuitement.

### Voies de communication et transports

#### Voies de communication
La commune est enclavée entre l’autoroute de l'Est au nord, la route nationale 104 (la Francilienne) à l'est, et la voie ferrée du RER E au sud-ouest.

#### Transports ferroviaires
La commune est desservie par la gare d'Émerainville - Pontault-Combault sur la branche E4 du RER E.

#### Transports en commun
La commune est desservie par les lignes 212 et 312 du réseau de bus RATP, par la ligne 20e du réseau de bus de Marne-la-Vallée et par les lignes 421 et C du réseau de bus Marne et Brie.

#### Transports aériens
L'aérodrome de Lognes-Émerainville est le premier aérodrome français d'aviation légère privée. Il est exploité par la société Aéroports de Paris.

## Toponymie

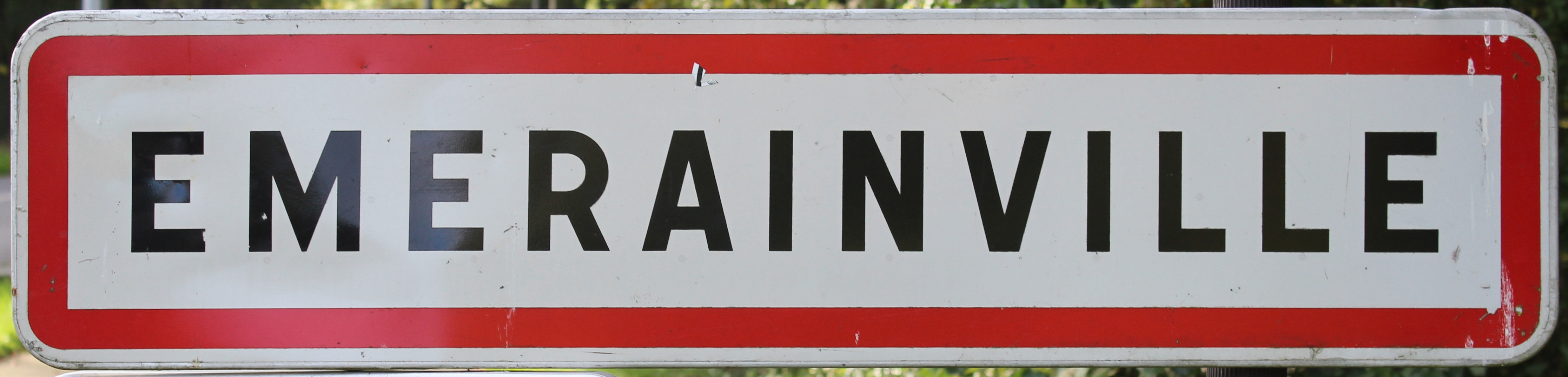
Panneau d'entrée.

### Attestations anciennes
Le nom de la localité est mentionné sous les formes Hemeri vers 1172 et 1220 ; Esmeriacum en 1361 (Lebeuf) ; Hemeriacum au XIVe siècle (Tablette de cire de Philippe le Bel) ;  Ecclesia Sancti Eligii de Emery en 1525 ; Emery en Brie en 1540, en 1558, en 1771 et en l'an IX.
L'appellatif ville n’a été ajouté que sous le Premier Empire.

## Histoire
Une abbaye bénédictine de moniales y est fondée au XIIe siècle, citée pour la première fois en 1129 lorsque des moniales d'Argenteuil arrivent au monastère. Sous le vocable de Notre-Dame, elle s'appela d'abord Notre-Dame du Footel dit le Bois-aux-Dames, puis abbaye de la Malnoue à partir de 1460. Unie en 1772 aux Ursulines de Versailles, elle disparaît à la Révolution[réf. nécessaire].
Aujourd’hui, cette ancienne seigneurie s’appelle Émerainville, près de Paris. Le premier château d’Hemery a appartenu au XVIe siècle à Christophe de Thou, procureur et conseiller au parlement, ami de François d’Amboise, avocat du roi[réf. nécessaire].
L’ancienne église d’Hemery était rattachée au château et dépendait de l’église de Croissy. L’église actuelle d’Émerainville n’a été édifiée qu’en 1896, mais elle renferme à l’intérieur un fauteuil ayant appartenu à la sœur de Louis XVI. Ce fauteuil lui avait été offert par la comtesse Diane de Polignac, sa première dame d’honneur, qui avait racheté le château d’Hemery, les terres de Courcerin et les terres de Malnoue[réf. nécessaire].

## Politique et administration

### Liste des maires

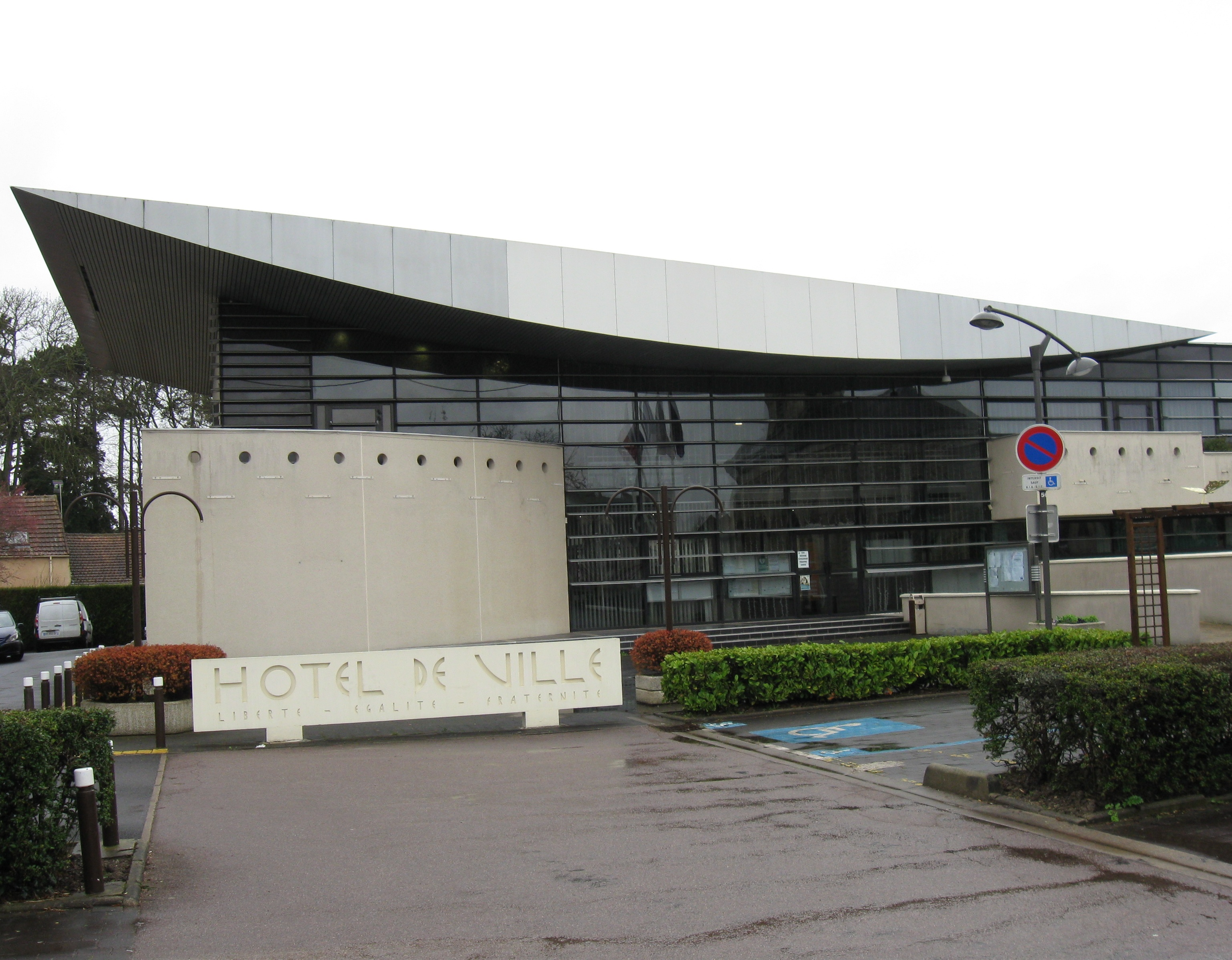
L'hôtel de ville.

| Période                                  | Période      | Identité               | Étiquette                        | Qualité |
| ---------------------------------------- | ------------ | ---------------------- | -------------------------------- | --- |
| Les données manquantes sont à compléter. |              |                        |                                  | |
| 1874                                     | 1911         | Henry Bourdon          |                                  | |
| 1912                                     | 1926         | Auguste Legemble       |                                  | |
| 1926                                     | 1929         | Pierre Guyollot        |                                  | |
| 1929                                     | 1931         | Pierre Moulin          |                                  | |
| 1931                                     | 1934         | Gaston David           |                                  | |
| 1935                                     | 1943         | Pierre Guyollot        |                                  | |
| 1943                                     | 1959 (décès) | Charles Bras           |                                  | |
| 1960                                     | 1960         | Alexis-Pierre Philippe |                                  | Maire par intérim                                                                                               |
| 1960                                     | mars 1977    | Germaine Bras          |                                  | Veuve de Charles Bras                                                                                           |
| mars 1977                                | 1993         | Pierre Andrieu         | PS                               | Cadre Vice-président du SCA de Marne-la-Vallée Val Maubuée Suppléant du député Jean-Pierre Fourré (1981 → 1986) |
| 1993                                     | juin 1995    | Yvon Magagnosc         | PS                               | |
| juin 1995                                | En cours     | Alain Kelyor           | RPR puis UMP-LR puis DVD puis RE | Expert-comptable 10e vice-président de la CA Paris - Vallée de la Marne (2016 → )                               |

### Politique de développement durable
La commune a engagé une politique de développement durable en lançant une démarche d'Agenda 21 en 2009.

### Jumelages
La ville d'Emerainville n'est jumelée avec aucune autre commune à l'heure actuelle.

## Équipements et services

### Eau et assainissement
L’organisation de la distribution de l’eau potable, de la collecte et du traitement des eaux usées et pluviales relève des communes. La loi NOTRe de 2015 a accru le rôle des EPCI à fiscalité propre en leur transférant cette compétence. Ce transfert devait en principe être effectif au 1er janvier 2020, mais la loi Ferrand-Fesneau du 3 août 2018 a introduit la possibilité d’un report de ce transfert au 1er janvier 2026,.

#### Assainissement des eaux usées
En 2020, la gestion du service d'assainissement collectif de la commune d'Émerainville est assurée par la communauté d'agglomération Paris - Vallée de la Marne (CAPVM) pour la collecte et . Ce service est géré en délégation par une entreprise privée, dont le contrat arrive à échéance le 31 décembre 2021,,.
La station d'épuration Equalia est quant à elle gérée par le SIA de Marne-la-Vallée (SIAM) qui a délégué la gestion à une entreprise privée, VEOLIA, dont le contrat arrive à échéance le 31 décembre 2020,.
L’assainissement non collectif (ANC) désigne les installations individuelles de traitement des eaux domestiques qui ne sont pas desservies par un réseau public de collecte des eaux usées et qui doivent en conséquence traiter elles-mêmes leurs eaux usées avant de les rejeter dans le milieu naturel. La communauté d'agglomération Paris - Vallée de la Marne (CAPVM) assure pour le compte de la commune le service public d'assainissement non collectif (SPANC), qui a pour mission de vérifier la bonne exécution des travaux de réalisation et de réhabilitation, ainsi que le bon fonctionnement et l’entretien des installations. Cette prestation est déléguée à l'entreprise Veolia, dont le contrat arrive à échéance le 31 décembre 2021,.

#### Eau potable
En 2020, l'alimentation en eau potable est assurée par la communauté d'agglomération Paris - Vallée de la Marne (CAPVM) qui en a délégué la gestion à l'entreprise Veolia, dont le contrat expire le 31 décembre 2025,.

## Population et société

### Démographie
L'évolution du nombre d'habitants est connue à travers les recensements de la population effectués dans la commune depuis 1793. Pour les communes de moins de 10 000 habitants, une enquête de recensement portant sur toute la population est réalisée tous les cinq ans, les populations de référence des années intermédiaires étant quant à elles estimées par interpolation ou extrapolation. Pour la commune, le premier recensement exhaustif entrant dans le cadre du nouveau dispositif a été réalisé en 2004.

En 2022, la commune comptait 7 536 habitants, en évolution de −3,21 % par rapport à 2016 (Seine-et-Marne : +3,92 %, France hors Mayotte : +2,11 %).
| 1793 | 1800 | 1806 | 1821 | 1831 | 1836 | 1841 | 1846 | 1851 |
| ---- | ---- | ---- | ---- | ---- | ---- | ---- | ---- | ---- |
| 215  | 225  | 207  | 215  | 208  | 216  | 236  | 221  | 201  |

| 1856 | 1861 | 1866 | 1872 | 1876 | 1881 | 1886 | 1891 | 1896 |
| ---- | ---- | ---- | ---- | ---- | ---- | ---- | ---- | ---- |
| 220  | 213  | 210  | 212  | 199  | 255  | 232  | 223  | 209  |

| 1901 | 1906 | 1911 | 1921 | 1926 | 1931 | 1936 | 1946 | 1954 |
| ---- | ---- | ---- | ---- | ---- | ---- | ---- | ---- | ---- |
| 183  | 220  | 220  | 221  | 216  | 230  | 201  | 182  | 210  |

| 1962 | 1968 | 1975 | 1982  | 1990  | 1999  | 2004  | 2006  | 2009  |
| ---- | ---- | ---- | ----- | ----- | ----- | ----- | ----- | ----- |
| 361  | 621  | 743  | 2 453 | 6 766 | 7 027 | 6 993 | 6 981 | 7 492 |

| 2014  | 2019  | 2022  | - | - | - | - | - | - |
| ----- | ----- | ----- | - | - | - | - | - | - |
| 7 532 | 7 659 | 7 536 | - | - | - | - | - | - |

- Le quartier du Clos d’Emery a été classé en zone urbaine sensible en 1996[57].

### Enseignement et équipements culturels

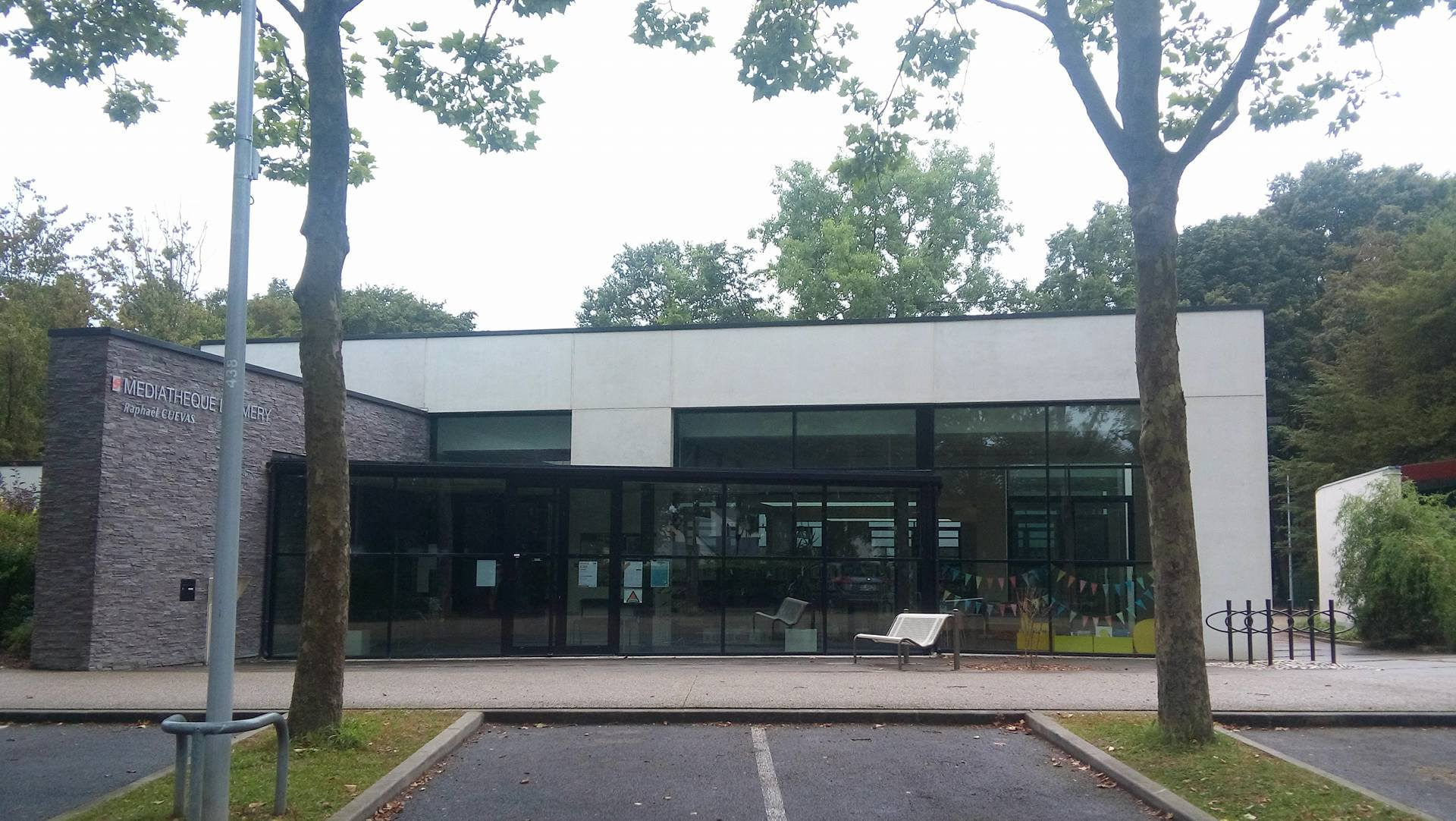
La médiathèque.

- Cinq groupes scolaires pour le primaire.
- Un collège : Van Gogh.
- UTEC (Université de Technologie et d'Enseignement Consulaire), école de la Chambre de commerce et d'industrie de Seine-et-Marne.
- Médiathèque, centre Social et Culturel.

### Santé
- Voir l'annuaire des professionnels de la santé sur le site de la commune[58].

### Sports

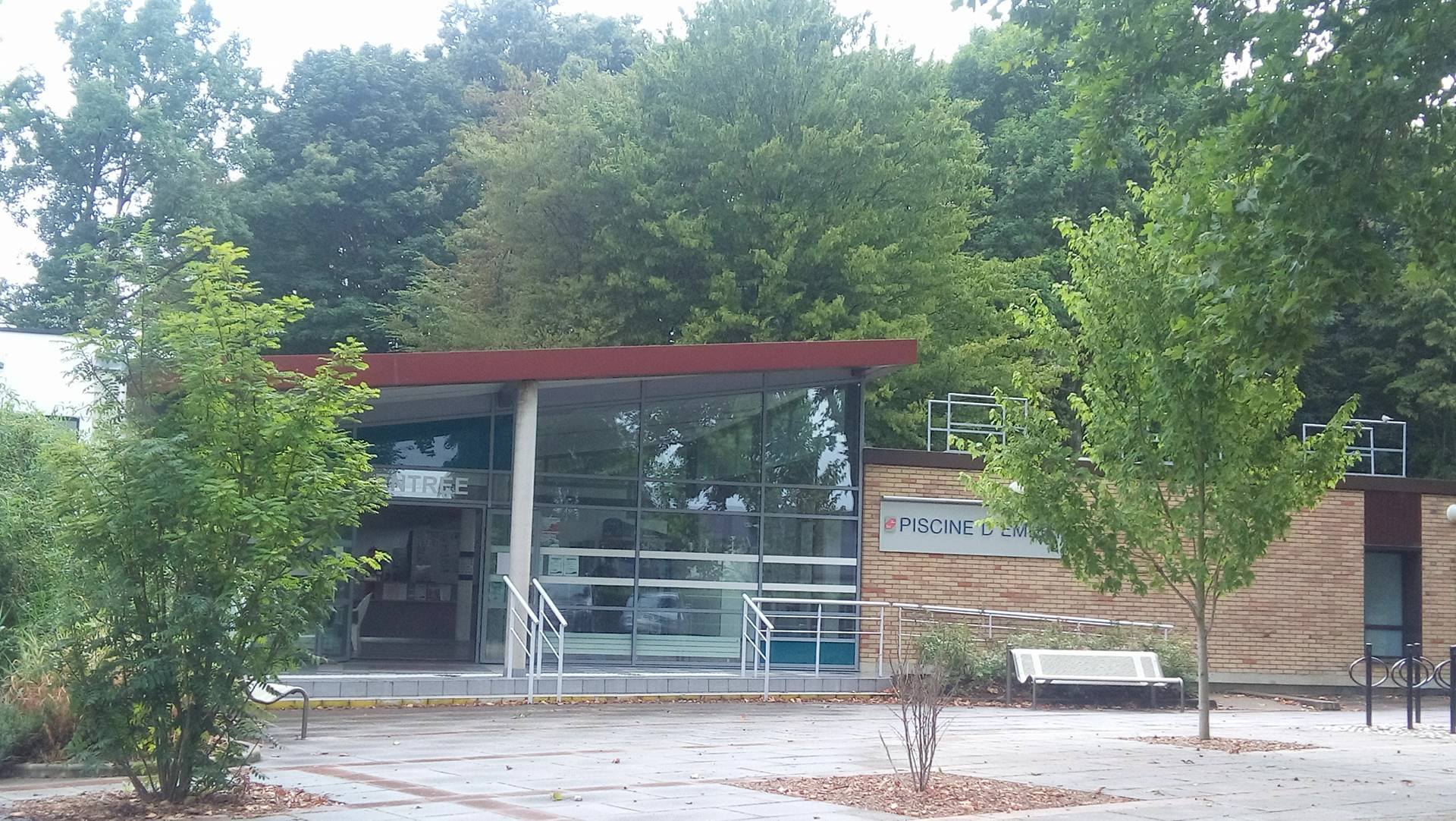
La piscine.

Différentes structures sportives sont présentes à Émervainville comme des gymnases, une piscine, un stade, une halle des sports.
Deux gymnases sont présentes dont sont celui nommé en l'honneur de Guy Drut situé à Malnoue. L'autre, le gymnase Jaques Anquetil est localisé dans le bourg. Le stade est appelé en l'honneur de Dominique Rocheteau.

### Médias
En 2003, la commune a reçu le label « Ville Internet @@ ».

## Économie

### Revenus de la population et fiscalité
En 2018, le nombre de ménages fiscaux de la commune était de 2 663 (dont 70 % imposés), représentant 7 028 personnes et la  médiane du revenu disponible par unité de consommation  de 25 360 euros, le 1er décile étant de 13 330 euros avec un rapport interdécile de 3.

### Emploi
En 2018, le nombre total d’emplois dans la zone était de 4 316, occupant 3 583 actifs  résidants (dont 10,7 % dans la commune de résidence et 89,3 % dans une commune autre que la commune de résidence).
Le taux d'activité de la population (actifs ayant un emploi) âgée de 15 à 64 ans s'élevait à 71 % contre un taux de chômage de 7,6 %. 
Les 21,4 % d’inactifs se répartissent de la façon suivante : 10,1 % d’étudiants et stagiaires non rémunérés, 5,4 % de retraités ou préretraités et 5,9 % pour les autres inactifs.

### Secteurs d'activité

#### Entreprises et commerces
Au 31 décembre 2019, le nombre d’unités légales et d’établissements (activités marchandes hors agriculture) par secteur d'activité était de 622 dont 33 dans l’industrie manufacturière, industries extractives et autres, 103 dans la construction, 195 dans le commerce de gros et de détail, transports, hébergement et restauration, 32 dans l’Information et communication, 25 dans les activités financières et d'assurance, 10 dans les activités immobilières, 130 dans les activités spécialisées, scientifiques et techniques et activités de services administratifs et de soutien, 54 dans l’administration publique, enseignement, santé humaine et action sociale et 40 étaient relatifs aux autres activités de services.
Les services centraux de l'entreprise Ponticelli Frères sont situés à Émerainville, sur le site de Malnoue.
En 2020, 108 entreprises ont été créées sur le territoire de la commune, dont 82 individuelles.
Au 1er janvier 2021, la commune disposait de 84 chambres d’hôtels dans un établissement et ne possédait aucun terrain de  camping.

## Culture locale et patrimoine

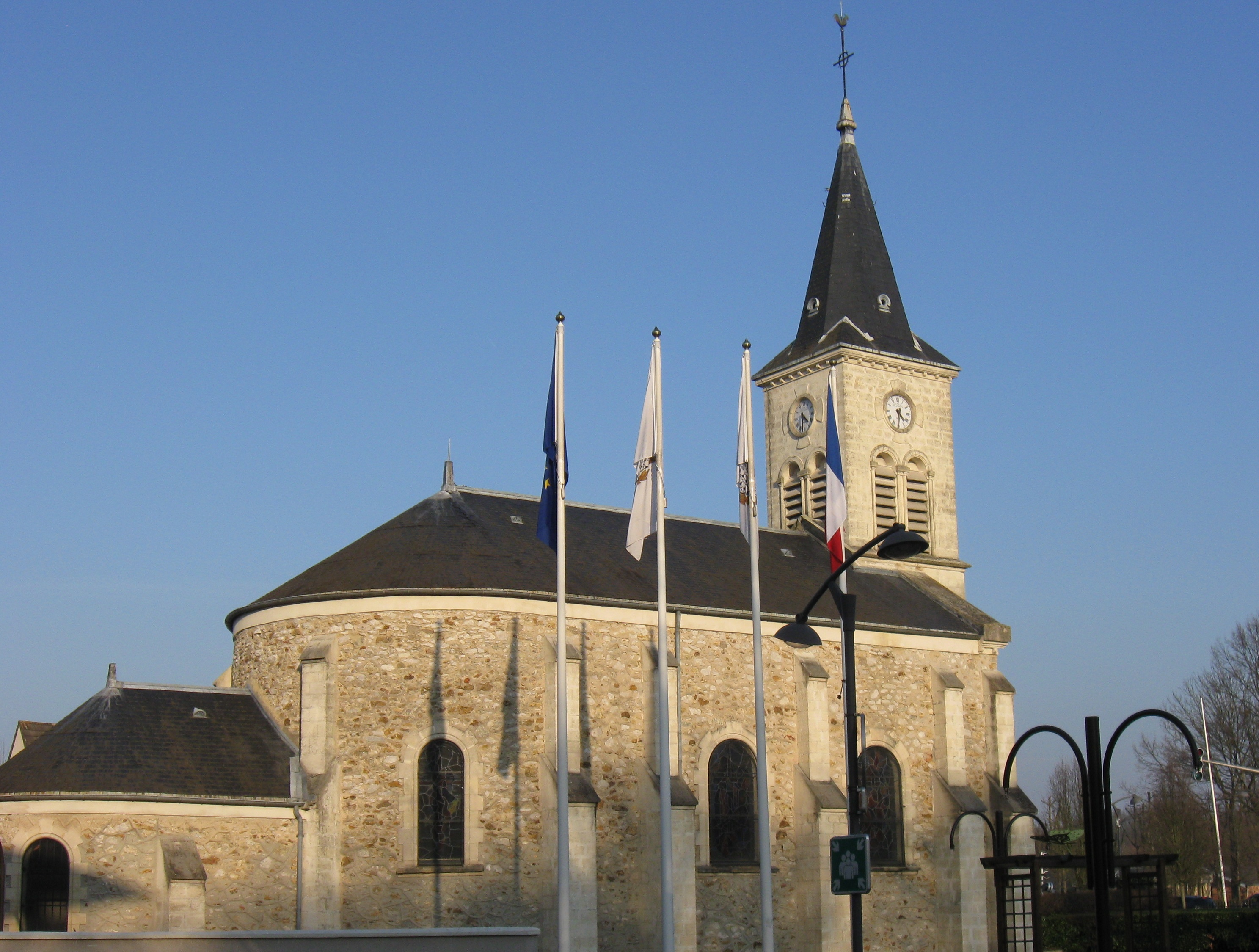
L'église Saint-Éloi.

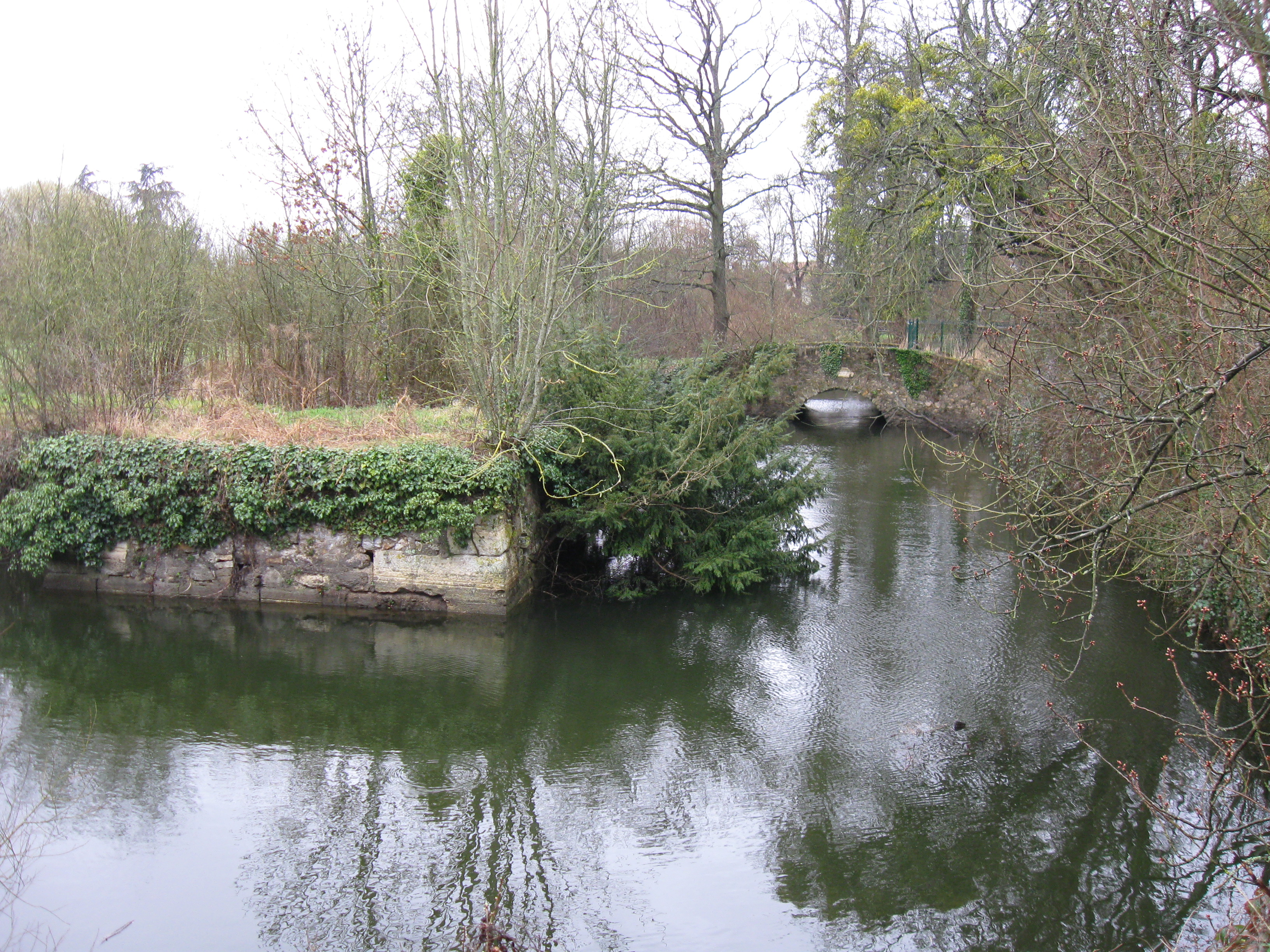
Restes des douves du premier château d'Émerainville dans le parc Denis le Camus.

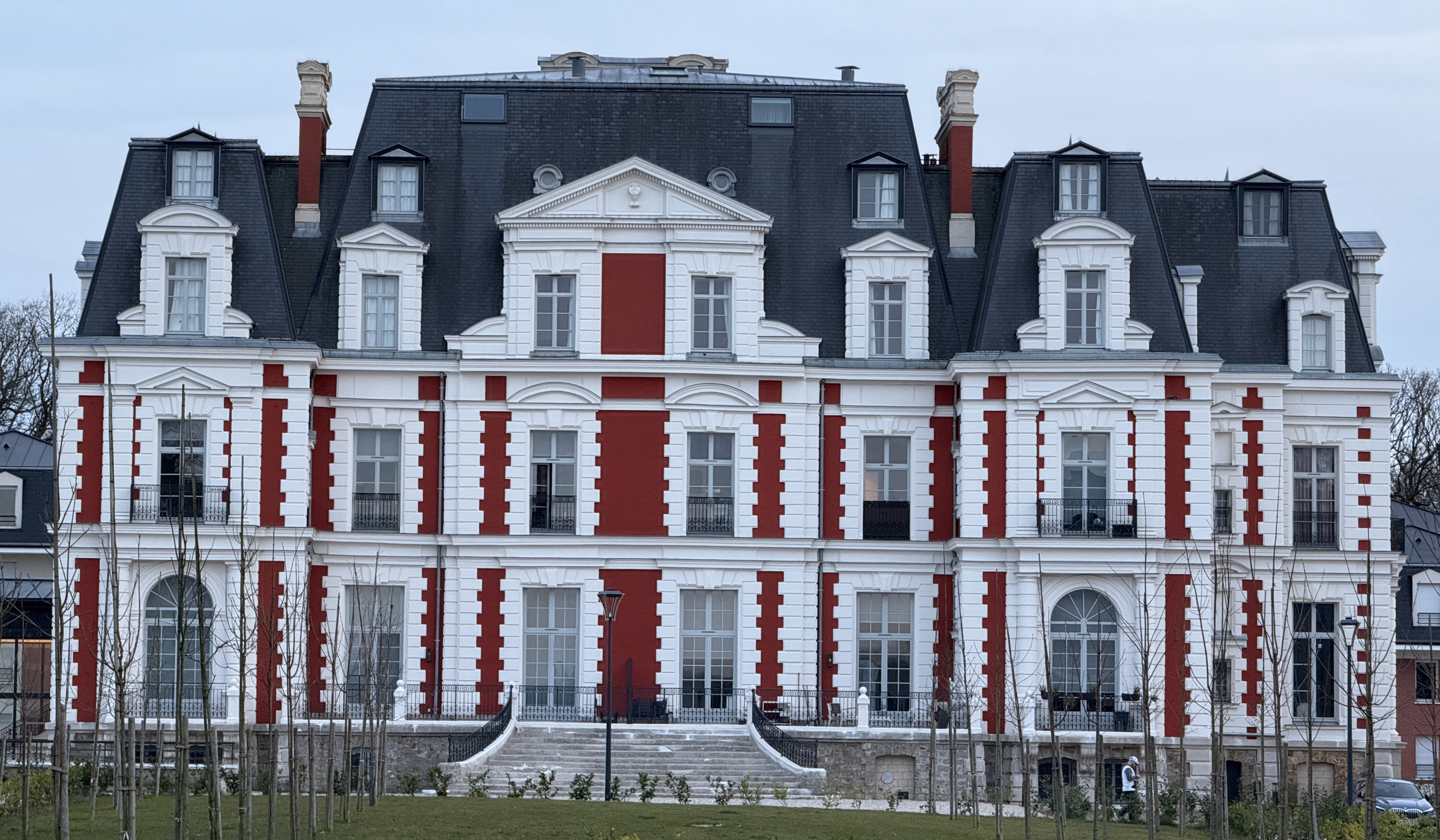
Le château de Malnoue en 2025.

### Monuments et lieux remarquables
La commune compte trois monuments répertoriés à l'inventaire des monuments historiques (Base Mérimée) :
- Parc du château d'Emerainville   Inscrit MH[65] ;
- Parc du château de Malnoue  Inscrit MH[66] ;
- Jardin d'agrément dit parc du petit Malnoue  Inscrit MH[67].

### Autres lieux et monuments
- L'église Saint-Éloi, XIXe siècle[68].
- Le château d’Émerainville, XIXe siècle[69].
- Le château de Malnoue, XIXe siècle de style Louis XIII[70].
- La mairie annexe, XIXe siècle, maison de style normand, ancien rendez-vous de chasse réhabilitée par la municipalité en 1983[71].
- L'église Notre-Dame de Malnoue.

### Patrimoine naturel
- Le Bois régional de Célie, 109 hectares.
- Le Parc Denis Le Camus (classée en réserve naturelle volontaire en 2001), 19 hectares[72].

### Patrimoine culturel
- Cette commune a l'originalité d'avoir un quartier dont les rues ont été baptisées par des enfants dans les années 70[73]. Certains habitants habitent donc dans des rues aux noms originaux comme la rue du Lapin-Vert, la rue de la Fée, allée des Lutins, allée du Temps Qui Passe[73], etc.
- Une locomotive électrique, modèle BB 26000 de la SNCF porte le nom d’Émerainville, son numéro est 26043.

### Personnalités liées à la commune
- François d'Amboise, seigneur d'Hermery et Malnoue
- Auguste Nélaton (1807-1873), médecin et chirurgien français qui fit construire le château de Malnoue en 1866.
- Germaine Epicaste (1899-1974), soprano à l'Opéra-Comique, est décédée dans cette commune.
- Sully Sefil, chanteur et rappeur

### Héraldique
|  | Les armes de la ville se blasonnent ainsi : d’hermine à la cotice ondée d’azur, à l’écusson d’argent aux trois coqs hardis de gueules brochant sur le tout. |